# Anchorage (Kentucky)
Anchorage város az USA Kentucky államában. Lakosainak száma 2500 fő (2020. április 1.).

## Népesség
A település népességének változása:
| Lakosok száma | 2264 | 2348 | 2500 |
|               | 2000 | 2010 | 2020 |